# Коломакский Шлях
Коломакский Шлях (укр. Коломацький Шлях), село,
Китченковский сельский совет,
Краснокутский район,
Харьковская область.
Код КОАТУУ — 6323582204. Население по переписи 2001 года составляет 30 (15/15 м/ж) человек.

## Географическое положение
Село Коломакский Шлях расположено на восток от села Китченковка.

## История
- 1911 — дата основания.

## Экономика
- Сельское (фермерское) хозяйство Тимченко Анны Сергеевны.

## Известные люди
- Железный Спартак Авксентьевич — (1912—1941), Герой Советского Союза, родился в 1912 году в селе Коломакский Шлях.